# Lycophotia cissigma
Lycophotia cissigma är en fjärilsart som beskrevs av Ménétriés 1859. Lycophotia cissigma ingår i släktet Lycophotia och familjen nattflyn. Inga underarter finns listade i Catalogue of Life.